# Kiustendił
Kiustendił (bułg. Кюстендил) – miasto w zachodniej Bułgarii, na wschodnich stokach Osogowskiej Płaniny, w dolinie rzeki Strumy. Centrum administracyjne obwodu Kiustendił i gminy Kiustendił. Populacja miasta w 2014 roku wynosiła 47 893 osób.
Ośrodek regionu rolniczego, zaopatrującego Sofię w warzywa i owoce; przemysł głównie spożywczy (spirytusowy, winiarski, tytoniowy, przetwórstwo owocowo-warzywne); uzdrowisko z gorącymi źródłami mineralnymi (temperatura do 76,0 °C); węzeł drogowy; w pobliżu wydobycie rud cynku i ołowiu.
Od roku 30 p.n.e. do ok. 300 rzymska Pautalia (Ulpia Pautalius, także Velebusdus).

## Miasta partnerskie
- Cocoa Beach, Stany Zjednoczone
- Giwatajim, Izrael
- Klińce, Rosja
- Leskovac, Serbia